# Ib Wistisen
Ib Wistisen er en dansk fhv. fagforeningspolitiker.
Wistisen, der dengang var slagteriarbejder, begyndte sit faglige virke som afdelingsformand for slagteriarbejderne i Viborg i 1975. Han blev i 1984 konstitueret som sekretær i LO og blev i 1987 valgt. I 1996 stillede han op til næstformand, men tabte til Tine Aurvig-Huggenberger. 
Wistisen arbejdede i en årrække med internationale forhold og gik på førtidspension 1. januar 2005.